# Ivona Dadic
Ivona Dadic (Wels, 29 de diciembre de 1993) es una deportista austríaca que compite en atletismo, especialista en la prueba de heptatlón.
Ganó una medalla de plata en el Campeonato Mundial de Atletismo en Pista Cubierta de 2018, una medalla de bronce en el Campeonato Europeo de Atletismo de 2016 y una medalla de plata en el Campeonato Europeo de Atletismo en Pista Cubierta de 2017.
Participó en tres Juegos Olímpicos de Verano, entre los años 2012 y 2020, ocupando el octavo lugar en Tokio 2020, en la prueba de heptatlón.

## Palmarés internacional
| Campeonato Mundial en Pista Cubierta | Campeonato Mundial en Pista Cubierta | Campeonato Mundial en Pista Cubierta | Campeonato Mundial en Pista Cubierta |
| Año                                  | Lugar                                | Medalla                              | Prueba                               |
| ------------------------------------ | ------------------------------------ | ------------------------------------ | ------------------------------------ |
| 2018                                 | Birmingham (Reino Unido)             | Medalla de plata                     | Pentatlón                            |
| Campeonato Europeo                   |                                      |                                      |                                      |
| Año                                  | Lugar                                | Medalla                              | Prueba                               |
| 2016                                 | Ámsterdam (Países Bajos)             | Medalla de bronce                    | Heptatlón                            |
| Campeonato Europeo en Pista Cubierta |                                      |                                      |                                      |
| Año                                  | Lugar                                | Medalla                              | Prueba                               |
| 2017                                 | Belgrado (Serbia)                    | Medalla de plata                     | Pentatlón                            |